# 恩斯特·柏石曼
恩斯特·柏石曼（Ernst Boerschmann，1873年2月18日—1949年4月30日）是一位德国建筑师、摄影师和汉学家，以对中国古建筑的研究和摄影作品而闻名。他在20世纪上半叶多次访问中国，收集整理了数千张照片、草图和建筑调查报告，是第一位系统记录中国宗教建筑的外国人。

## 生平

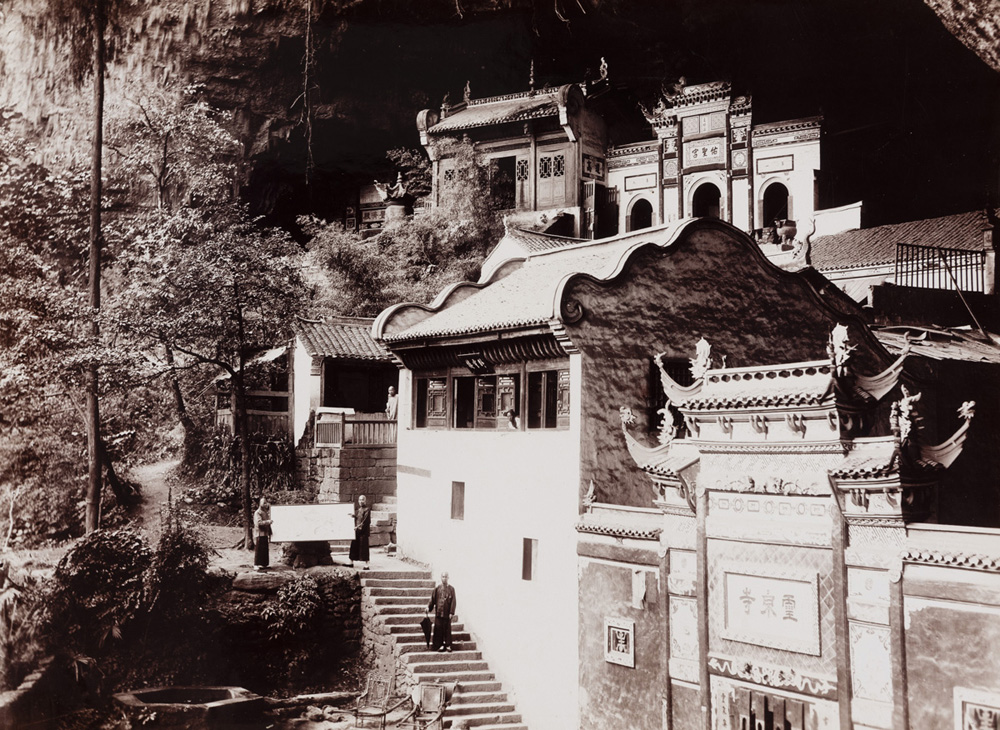
湖北宜昌石门洞庙宇，恩斯特·柏石曼摄

恩斯特·柏石曼于1873年2月18日出生于今立陶宛克莱佩达地区的普列库莱（此地当时属于东普鲁士）。他的哥哥弗里德里克·柏石曼是一名医生，妹妹安娜·柏石曼是一名教师。
柏石曼儿时就读于梅梅尔的人文高中。他于1891年进入柏林工业大学主修建筑学，并于1896年毕业。完成大学学业后，他参加了德国国家考试并于1901年获得监察员资格。1902年至1904年，他在中国的东亚地区驻防旅（Ostasiatischen Besatzungsbrigade）任建筑监察员，对中国古典建筑产生了兴趣。
1906年，柏石曼在德意志帝国财政支持下开始了他的第一次探险。从1906年至1914年第一次世界大战爆发前，柏石曼获得了德国外交部的资助，以科学顾问的身份开始研究中国建筑。在这次旅行中，柏石曼用相机和绘画记录了许多佛塔，成为他日后著作的组成部分。
1912年6月，柏石曼在柏林装饰艺术博物馆举办了自己的第一次大型摄影作品展。
第一次世界大战后的1918年至1921年，柏石曼在柯尼斯堡（今加里寧格勒）担任主讲中国的讲师。他最初只在东普鲁士工作，但很快扩展到整个德意志帝国。从1921年开始，他在柏林担任柏林工业大学讲师，并于1927年晋升为教授。
尽管主业为研究者，20世纪20年代柏石曼出版的三本中国摄影书籍《建筑和景观》、《风景如画的中国》和《中国建筑》使他成为了一名享誉世界的摄影师。1923年的出版的《风景如画的中国》，仅德文版就印刷了两万余册，并在伦敦和纽约发行了两个英文版，成为他最成功的作品。

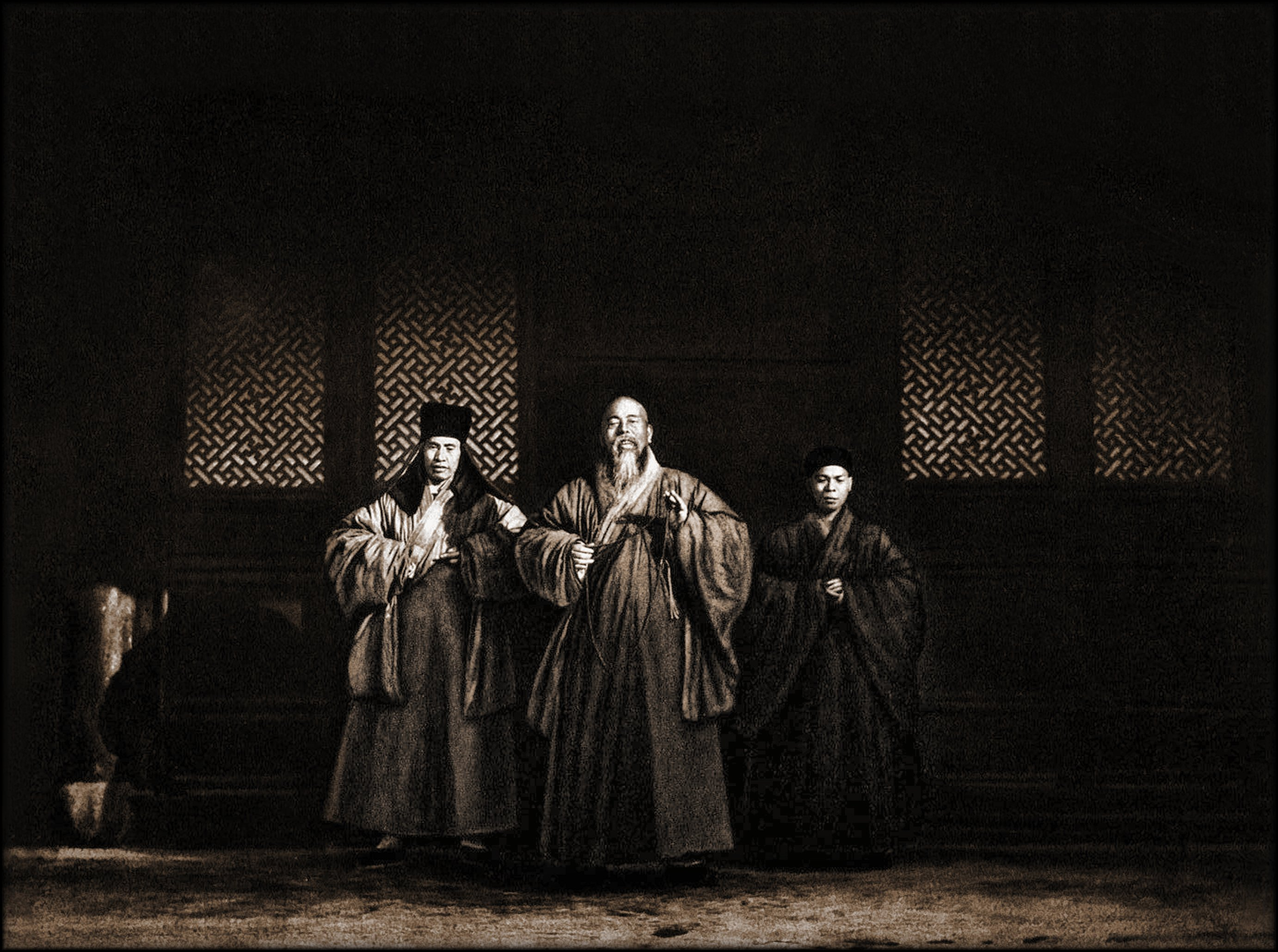
浙江宁波天童寺住持，恩斯特·柏石曼摄于1906年

1931年，中国建筑学专家朱启钤邀请柏石曼加入他在北京新近成立的中国营造学社，担任通讯社员。1933年至1937年，柏石曼开始了他的第三次中国之行。在这次旅行中，他收集了许多文件、口述历史记录、照片、建筑平面图和碑文。1940年，柏石曼回到德国，担任柏林洪堡大学讲师，主讲中国建筑。1943年，他居住的公寓在柏林大轰炸中被炸毁。
1945年，柏石曼晋升为柏林洪堡大学汉学教授，后在汉堡大学继续担任教授职位。他于1949年4月30日在下萨克森州巴特皮尔蒙特去世。

## 遗产

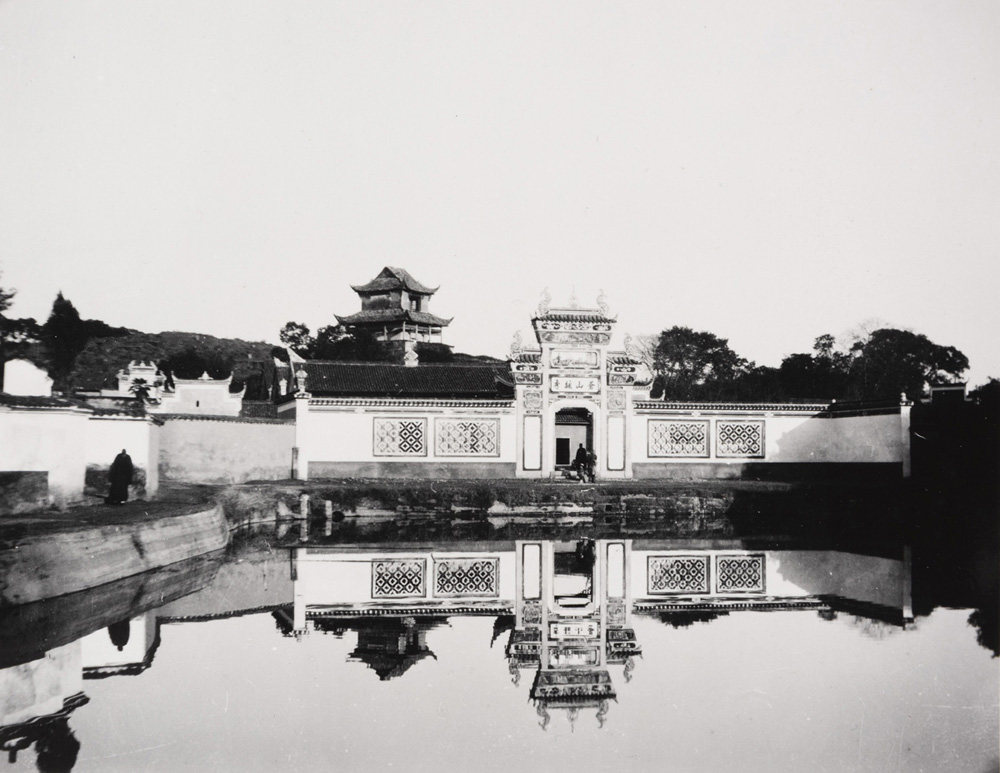
湖南醴陵文昌阁，恩斯特·柏石曼摄

美国善本和照片收藏家斯蒂芬·洛文希尔（Stephan Loewentheil）收藏了柏石曼的大量作品，这是世界上收藏中国早期建筑照片最多的作品集之一，包括照片数千张，其中许多从未出版过，以及文字资料、地图、插图、手稿、信件和其他物品。
柏石曼在中国的实地调查，从细致的建筑图纸到巧妙的照片，为中国未来几十年的古建筑学研究树立了标准。柏石曼生前无疑是德语世界中中国古建筑学的领军人物，但德语作为研究和出版语言的局限性使得国际学者难以深入研究他的作品。 2010年，在他第一次来中国的一个多世纪后，澳大利亚出版的《中国遗产季刊》宣称，柏石曼“正逐渐因其广博的视野、丰富的材料以及严谨的知识基础而得到认可。”

## 作品
- 《中国的建筑与宗教文化》，1914年
- 《风景如画的中国》，1923年
- 《中国建筑》，瓦斯穆特出版社，柏林，1925年
- 《中国建筑与风景——穿越十二省的旅程》，瓦斯穆特出版社，柏林，1926年